# Klasse 212 CD
Die U-Boote der Klasse 212 CD sind ein gemeinsames Beschaffungsprogramm der norwegischen und der Deutschen Marine. Die Buchstaben „CD“ stehen dabei für „Common Design“. Die U-Boote der Klasse 212 CD werden mit einer Länge von rund 73 m und einer Verdrängung von rund 2500 t wesentlich größer sein als die Boote der Klasse 212 A, auf der sie basieren.

## Deutsch-norwegische Kooperation
Die norwegische Regierung beschloss 2017, Deutschland als Partner für die Beschaffung neuer U-Boote auszuwählen, die die Boote der Ula-Klasse ablösen sollen. Sie knüpft damit an frühere U-Boot-Beschaffungen aus Deutschland an. Die Entscheidung geht mit der Vereinbarung einer weiterreichenden Verteidigungszusammenarbeit einher. Diese soll neben den neuen U-Booten den Bau von Marine-Flugkörpern, Meeresforschung, technologische Entwicklung, Ausbildung, Ersatzteilbewirtschaftung und Wartung der neuen U-Boote einschließen. Sie betrifft damit die industrielle Zusammenarbeit zwischen der deutschen und der norwegischen Rüstungsindustrie insgesamt.
Zu diesem Zweck wird in Kiel ein gemeinsames deutsch-norwegisches Programmbüro (Joint Program Building Office) aufgestellt, das die Herstellung und Lieferung aller U-Boote eng begleiten soll. Zu einem späteren Zeitpunkt soll ein Lifetime Management Program Office in Haakonsvern in Norwegen eröffnet werden. Beide Büros werden gemischt besetzt und abwechselnd von Vertretern beider Nationen geleitet.

## Beschaffung
Die Ursprungsplanung sah den Bau von vier Einheiten für die Norwegische und zwei für die Deutsche Marine vor. In Deutschland erfolgte die Genehmigung des Programms durch den Haushaltsausschuss des Deutschen Bundestags am 23. Juni 2021. Der Finanzbedarf für zwei für Deutschland zu beschaffende Boote wurde mit 2,79 Mrd. Euro veranschlagt, während Norwegen für seine vier Boote etwa 4,5 Mrd. Euro eingeplant hatte.
Grundsätzlich besteht sowohl in Norwegen als auch in Deutschland Bedarf für weitere U-Boote über die ursprünglich bestellten hinaus.
Im Juni 2024 wurde die Erweiterung der norwegischen Bestellung um zwei Einheiten bekannt, womit Norwegen insgesamt sechs Boote erhalten wird. Der Auftragswert für Norwegen liegt damit bei mehr als 5,5 Mrd. Euro.
Im Juli 2024 verkündete der deutsche Verteidigungsminister, dass auch Deutschland vier weitere Boote beschaffen wolle, womit sich die Gesamtzahl für die Bundeswehr ebenfalls auf sechs erhöhen würde. Im November 2024 wurden Kosten für 4 Boote von 4,7 Mrd. Euro plus Änderungswünsche des Ministeriums von 2,44 Mrd. Euro genannt. Geänderte Pläne der NATO (5 U-Boote von Deutschland ab 2031) machen diese Anschaffung „unabweisbar“. Im Dezember desselben Jahres bewilligte der Haushaltsausschuss des Bundestages die Beschaffung der vier weiteren U-Boote; somit ist die Beschaffung von sechs U212 CD für die deutsche Marine bewilligt.

## Entwicklung und Bau
Für Norwegen war es wichtig, auf ein bereits bestehendes U-Boot-Konzept zurückgreifen zu können, um die Unsicherheiten und Kosten einer Neuentwicklung zu vermeiden. Ein weiterer Faktor war die Auswahl von ThyssenKrupp Marine Systems als einer im U-Boot-Bau erfahrenen Werft. Das Bundesamt für Ausrüstung, Informationstechnik und Nutzung der Bundeswehr unterzeichnete mit dieser Werft am 8. Juli 2021 den Bauvertrag mit einem Volumen von 5,5 Mrd. Euro. Bis auf kleine, national geforderte Details werden die Boote beider Staaten identisch sein. Bei dem Projekt soll bewährte Technik der Typen U-212 A, U-214 und U-218 mit Weiterentwicklungen, insbesondere im Bereich Sensortechnik, kombiniert werden. Weitere neue Merkmale sind die gesteigerte Reichweite, das neuartige Führungsmittel- und Waffeneinsatzsystem ORCCA und ein gegen Aufklärung geschütztes Design, das es den Booten ermöglichen soll, sich auch bei verbesserten Ortungsverfahren der Entdeckung zu entziehen. Jeweils sechs U-Boote sollen auf den TKMS-Werften in Kiel und Wismar entstehen.

## Technik und Bewaffnung
Wie die Vorgänger-Klassen werden die Boote aus nicht magnetisierbarem Stahl gebaut sein und über eine außenluftunabhängige Antriebsanlage verfügen. Die geforderten Veränderungen bedingen allerdings beim Rumpf und beim Antrieb Anpassungen gegenüber der Klasse 212 A. Der Bootskörper wird eine neuartige Form erhalten, die im Querschnitt einem geschliffenen Diamanten ähnelt, um die Signatur um 60 Prozent gegenüber dem 2. Los von U212 A zu reduzieren. Als Folge wird davon ausgegangen, dass die Verdrängung auf etwa 2800 Tonnen anwachsen wird. Für die neue Antriebsanlage hat ThyssenKrupp Marine Systems am 9. Juli 2021 parallel zum Vertragsabschluss eine Studie übernommen, bei der eine Lithium-Ionen-Fahrbatterie untersucht wird. Als Dieselmotoren sind zwei Aggregate aus der Serie MTU 4000 vorgesehen.
Anstelle des Periskops sind Optronik-Mastsysteme von Hensoldt vorgesehen, so dass der Druckkörper für diesen Sensor nicht durchbrochen werden muss. Die Systeme bestehen aus je einem Optronik-Mastsystem OMS 150, einem OMS 300 und einem Panorama-Überwachungssystem i360°OS. Das OMS 150 werde in seiner multispektralen Ausführung als Such- und Überwachungs-Optronikmast eingesetzt und verfügt im stabilisierten Kopf über eine hochauflösende Tag-/Nachtsichtkamera, eine IR-Kamera, einen Laser-Entfernungsmesser, Radargerät und Antennen. Der Stealth-Optronikmast OMS 300 übernehme die so genannte „Attack“-Funktion und ist visuell und über Radar schwer detektierbar, was die Sicherheit der Besatzungen deutlich erhöhe.
Die deutschen Boote werden mit dem Schwergewichtstorpedo DM2A4 und dem Flugkörpersystem IDAS ausgestattet.

## Einheiten
| Baunr. | Staat                       | Kennung | Name   | 1. Stahlschnitt    | Stapellauf | Indienststellung | Einheit | Verbleib |
| ------ | --------------------------- | ------- | ------ | ------------------ | ---------- | ---------------- | ------- | -------- |
| 1      | Norwegen                    |         | Æger   | 12. September 2023 |            | 2029 (geplant)   |         | in Bau   |
| 2      | Norwegen                    |         | Odin   |                    |            |                  |         | geplant  |
| 3      | Deutschland                 |         |        |                    |            | 2032 (geplant)   |         | geplant  |
| 4      | Norwegen                    |         | Tor    |                    |            |                  |         | geplant  |
| 5      | Deutschland                 |         |        |                    |            | 2034 (geplant)   |         | geplant  |
| 6      | Norwegen                    |         | Balder |                    |            |                  |         | geplant  |
| 7      | 4× Deutschland, 2× Norwegen |         |        |                    |            |                  |         | geplant  |
| 8      | 4× Deutschland, 2× Norwegen |         |        |                    |            |                  |         | geplant  |
| 9      | 4× Deutschland, 2× Norwegen |         |        |                    |            |                  |         | geplant  |
| 10     | 4× Deutschland, 2× Norwegen |         |        |                    |            |                  |         | geplant  |
| 11     | 4× Deutschland, 2× Norwegen |         |        |                    |            |                  |         | geplant  |
| 12     | 4× Deutschland, 2× Norwegen |         |        |                    |            |                  |         | geplant  |